# Васадзе, Акакий Алексеевич
Ака́кий Алексе́евич Васадзе (груз. აკაკი ალექსის ძე ვასაძე; 1899—1978) — советский, грузинский актёр, театральный режиссёр, педагог. Народный артист СССР (1936). Лауреат трёх Сталинских премий (1942, 1946, 1951) и Государственной премии Грузинской ССР им. Ш. Руставели (1975). Кавалер двух орденов Ленина (1946, 1950).

## Биография
Родился 25 июля (6 августа) 1899 года в Кутаиси (ныне в Грузии).
В 1909—1918 годах учился в Кутаисской дворянской гимназии.
В 1917—1918 годах работал художником-декоратором в Кутаисском театре и там же впервые начал выступать на сцене.
В 1918—1920 годах учился в Тифлисской драматической студии Г. Джабадари и одновременно на историческом факультете Тбилисского университета.
В 1920—1921 годах — актёр Тифлисской государственной драмы.
В январе—марте 1921 года — солдат Аспиндзского батальона в Батуми, в марте—августе 1921 года — актёр Батумского городского театра.
С 1921 по 1958 год — актёр Грузинского театра им. Ш. Руставели (Тбилиси) (в 1935—1942 — заведующий художественной частью театра, в 1938—1942 — директор, в 1948—1955 — главный режиссёр).
В 1934—1936 годах обучал группу чеченских артистов, впоследствии работавших в Чеченском государственном драматическом театре имени Х. Нурадилова (Грозный).
С 1958 по 1969 год — художественный руководитель Грузинского театра имени Ладо Месхишвили (Кутаиси).
С 1969 по 1978 год — актёр и режиссёр Руставского драматического театра.
С 1923 года снимался в кино.
С 1924 по 1939 год — режиссёр-педагог Драматической студии при Тбилисском театре им. Ш. Руставели, в 1939—1948 годах вёл педагогическую работу в Тбилисском театральном институте им. Ш. Руставели (с 1947 — профессор по кафедре актёрского мастерства).
Член ВКП(б) с 1939 года. Депутат Верховного Совета Грузинской ССР 1—4-го созывов.
Умер 3 апреля 1978 года в Тбилиси. Похоронен в Дидубийском пантеоне.

## Работа в театре

### Грузинский театр имени Шота Руставели

#### Актёр
- 1922 — «Овечий источник» Л. де Веги — Менго
- 1925 — «Гамлет» У. Шекспира — Клавдий
- 1928 — «Анзор» С. И. Шаншиашвили — Ахма
- 1928 — «Разлом» Б. А. Лавренёва — Швач
- 1930 — «Разбойники» («Интираннос!») Ф. Шиллера — Франц Моор
- 1935 — «Платон Кречет» А. Е. Корнейчука — Павел Семёнович Берест
- 1936 — «Осенние дворяне» Д. С. Клдиашвили — Дариспан
- 1937 — «Отелло» У. Шекспира — Яго
- 1938 — «Без вины виноватые» А. Н. Островского — Шмага
- 1940 — «Измена» А. И. Сумбатова — Анания
- 1941 — «Комбриг Киквидзе» В. А. Дарасели — В. И. Киквидзе
- 1944 — «На всякого мудреца довольно простоты» А. Н. Островского — Крутицкий
- 1946 — «Великий государь» В. А. Соловьёв — Василий Иванович Шуйский
- 1947 — «Начальник станции» И. О. Мосашвили — Чадунели
- 1951 — «Потопленные камни» И. О. Мосашвили — Абдул-Садык
- 1955 — «Рассказ нищего» И. Г. Чавчавадзе — Пепия

#### Режиссёр
- 1927 — «Лево руля» В. Билля-Белоцерковского (совм. с А. Ахметели)
- 1927 — «Десять дней» Н. Лордкипанидзе по Д. Риду (совм. с А. Ахметели)
- 1928 — «Анзор» С. Шаншиашвили по пьесе «Бронепоезд 14-69» Вс. Иванова (совм. с А. Ахметели)
- 1929 — «Целина» Яновского
- 1931 — «Трое» С. Шаншиашвили (совм. с А. Ахметели)
- 1931 — «Тетнульд» Ш. Дадиани (совм. с А. Ахметели)
- 1935 — «Одержимые» С. Мтварадзе
- 1936 — «Арсен» С. Шаншиашвили
- 1937 — «Из искры» Ш. Дадиани
- 1938 — «Без вины виноватые» А. Островского
- 1939 — «Человек с ружьём» Н. Погодина
- 1940 — «Богдан Хмельницкий» А. Корнейчука
- 1941 — «Комбриг Киквидзе» В. Дарасели
- 1941 — «Последний рыцарь» С. Клдиашвили
- 1942 — «Батальон идёт на Запад» Г. Мдивани
- 1942 — «Тяжба» Г. Эристави
- 1942 — «Олеко Дундич» А. Ржешевского и М. Каца
- 1942 — «Родина» Г. Эристави
- 1943 — «Генерал Брусилов» И. Сельвинского
- 1944 — «Оленье ущелье» С. Клдиашвили
- 1945 — «Великий государь» В. А. Соловьёв
- 1946 — «Начало конца» Г. Бердзенишвили
- 1947 — «Начальник станции» И. Мосашвили
- 1947 — «Человек с ружьём» Н. Погодина
- 1948 — «Отелло» У. Шекспира (совм. с Ш. Агсабадзе)
- 1948 — «Орлиное гнездо» С. Долидзе и Г. Бердзенишвили
- 1948 — «Король Лир» У. Шекспира
- 1949 — «Потопленные камни» И. Мосашвили
- 1949 — «Уча Учардиа» В. Патарая
- 1949 — «Во имя грядущего» («Падение Берлина») П. Павленко и М. Чиаурели
- 1950 — «Из искры» Ш. Дадиани
- 1951 — «Враги» М. Горького
- 1951 — «Кузница счастья» П. Какабадзе
- 1952 — «Тяготы Дариспана» Д. Клдиашвили
- 1952 — «Отарова вдова» И. Чавчавадзе
- 1954 — «Гаити» У. Дюбуа
- 1955 — «Комбриг Киквидзе» В. Дарасели

### Грузинский кутаисский театр имени Ладо Месхишвили

#### Режиссёр
- 1958 — «Изгнанник» В. Пшавелы
- 1958 — «Измена» А. Сумбатова
- 1959 — «Заря Колхиды» К. Лордкипанидзе

### Руставский драматический театр

#### Актёр
- «Король Лир» У. Шекспира — Лир
- «Обвинительное заключение» Н. В. Думбадзе — Исидорэ
- «Картинки из семейного альбома» — Георгий

## Фильмография
- 1923 — У позорного столба — Григола
- 1926 — Дина Дза-Дзу — Гардубхан, молодой князь
- 1927 — Мачеха Саманишвили (короткометражный) — Платон Саманишвили
- 1928 — Женщина с ярмарки — Эдвин
- 1942—1943 — Георгий Саакадзе — шах Абаз
- 1955 — Лурджа Магданы — Тедо Гунашвили, деревенский староста
- 1957 — Я скажу правду — Мелитон
- 1958 — Маяковский начинался так — Алиханов-Аварский
- 1959 — День последний, день первый — Гиви Васильевич Кахидзе
- 1959 — Фатима — Заур-Бек
- 1960 — Повесть об одной девушке — дедушка Миха
- 1961 — Жених без диплома — Пармени
- 1968 — Тариэл Голуа — Давид
- 1969—1970 — Десница великого мастера — Парсмани
- 1972—1973 — Похищение луны — Тариэл Шервашидзе
- 1976 — Дело передаётся в суд — Гордезиани
- 1977 — Берега — Михаел

## Награды и звания
- Народный артист Грузинской ССР (1934)
- Народный артист СССР (1936)
- Сталинская премия второй степени (1942) — за исполнение заглавной роли в спектакле «Комбриг Киквидзе» В. А. Дарасели[4]
- Сталинская премия первой степени (1946) — за исполнение роли Василия Шуйского в спектакле «Великий государь» В. А. Соловьёва
- Сталинская премия третьей степени (1951) — за постановку спектакля «Потопленные камни» И. О. Мосашвили
- Государственная премия Грузинской ССР им. Ш. Руставели (1975, за театральные работы последних лет)
- Два ордена Ленина (1946, 1950)
- Два ордена Трудового Красного Знамени (22.03.1936; 17.04.1958)
- Медаль «За оборону Кавказа» (1946)
- Медаль «За доблестный труд в Великой Отечественной войне 1941—1945 гг.» (1946).

## Память
Дом-музей — Тбилиси, проспект Давида Агмашенебели, 3.